# Ian Hudghton

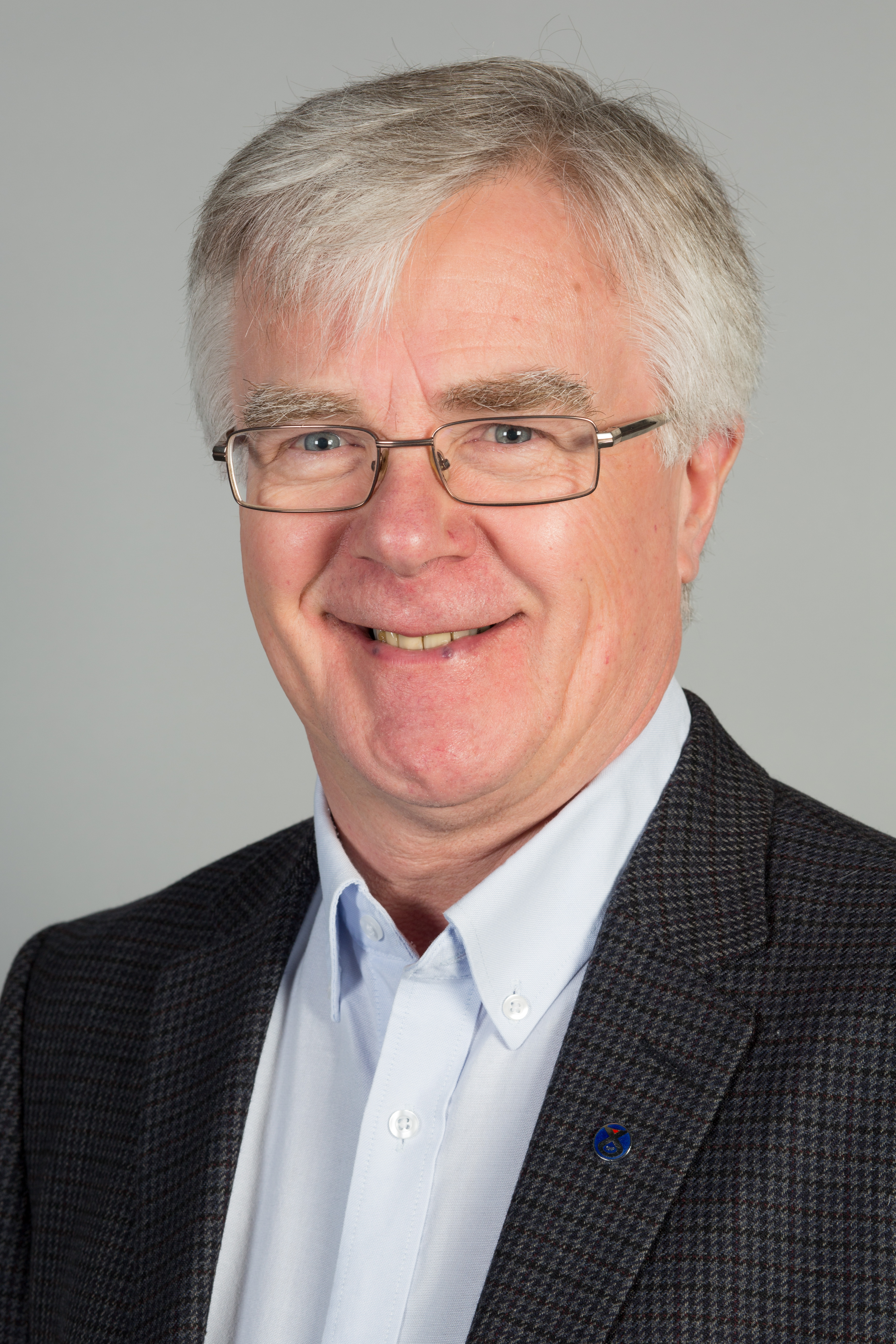
Ian Hudghton

Ian Hudghton (* 19. September 1951 in Angus) ist ein britischer Politiker und als solcher Mitglied der Schottischen Nationalpartei. 

## Mitglied des Europäischen Parlaments
Seit 1998 ist er Mitglied des Europäischen Parlaments. Dort gehört er dem Ausschuss für regionale Entwicklung und dem Fischereiausschuss an. Außerdem ist er Mitglied der Delegation für die Beziehungen zu Kanada. Eine stellvertretende Mitgliedschaft hält Ian Hudghton im Ausschuss für Binnenmarkt und Verbraucherschutz sowie in der Delegation im Gemischten Parlamentarischen Ausschuss EU-Kroatien